# Westminster (Vermont)
Westminster è un comune degli Stati Uniti d'America, situato nello Stato del Vermont e in particolare nella contea di Windham.